# Ex nihilo nihil fit
Ex nihilo nihil fit o De nilo nil è una locuzione latina che letteralmente significa «nulla viene dal nulla».
Il poeta e filosofo latino Lucrezio espresse questo principio nel primo libro del De rerum natura:
(De rerum natura I, 149-150)
Il principio enunciato da Lucrezio in versi proveniva dai fisici pluralisti greci (οὐδέν ἐξ οὐδενός), ma è implicito in tutta la filosofia greca antica.
Alcuni studiosi suppongono che fu Parmenide il primo ad enunciarlo, mentre altri indicano Melisso di Samo, sviluppando le tesi di Parmenide.

## Interpretazioni filosofiche e teologiche
Lucrezio era un seguace della filosofia atomistica di Democrito, sostenitore dell'eternità della materia. In questa accezione il detto di Lucrezio è affine a quello di Lavoisier: «Nulla si crea e nulla si distrugge, ma tutto si trasforma», con cui lo scienziato cercò di trasformare il principio in una legge naturale, la legge di conservazione della massa.
Sul piano teologico il principio è stato utilizzato dai filosofi scolastici per sostenere la necessità di un Dio creatore, e in seguito da quelli positivisti per postulare l'impossibilità di un tale intervento.

## Nella cosmologia contemporanea
Ad oggi questa idea è associata alle leggi fisiche di conservazione della massa e dell'energia.
Con la scoperta da parte di Albert Einstein che la massa si può trasformare in energia e viceversa, sembrò che il principio restasse valido in una forma più generale, come "legge di conservazione dell'energia totale" (la somma di energia e massa è costante).
La teorizzazione, poi, del Big Bang creò nuove difficoltà sia perché l'universo sembrò aver avuto un inizio, sia perché è difficile immaginare che all'origine dell'universo tutta la massa e l'energia fossero concentrate in una regione infinitesima. La cosmologia quantistica ha elaborato proposte per ovviare a queste difficoltà.
Un'ulteriore difficoltà nasce dalla scoperta delle fluttuazioni del vuoto, che portano alla simultanea comparsa di coppie di particelle di materia e di antimateria.